# Ким Ён Чхоль (политик)
Не путать с Ким Ёнчхолем — бывшим министром по делам объединения Южной Кореи.
Ким Ёнчхо́ль или Ким Ён Чхоль(김영철, род. 1946) — высокопоставленный северокорейский политик, дипломат, заместитель председателя Трудовой партии КНДР, председатель Комитета КНДР за мир в Азиатско-Тихоокеанском регионе, начальник разведки Корейской народной армии, генерал.

## Карьера
Был начальником военной разведки КНДР. В связи с эти ему «приписывают причастность к хакерским атакам на Sony и подрыв мины в южнокорейской части демилитаризованной зоны в 2015 году». По одной из версий, Ким Ёнчхоль был ответственным за потопление корвета «Чхонан»
По сообщению агентства «Ёнхап» со ссылкой на южнокорейскую разведку, в 2016 году Ким Ёнчхоль стал секретарем политбюро ЦК Трудовой партии Кореи и заведующим Отделом единого Фронта Центрального комитета Трудовой партии Кореи.
Возглавлял делегацию Северной Кореи в США в 2018 году. Был в составе северокорейской делегации на Зимних олимпийских играх в Пёнчхане. Г. Д. Толорая характеризует его как «куратора объединенческой тематики в северокорейском истеблишменте»

## Предполагаемые репрессии
К. В. Асмолов сообщает, что в 2016 году Ким Ёнчхоль «получив выговор от Ким Чен Ына», был отправлен на месяц на сельхозработы.
В 2019 году газета Чосон Ильбо со ссылкой на неназванный источник сообщила, что Ким Ёнчхоль подвергся репрессиям («был приговорён к каторжным работам после неудачного саммита КНДР-США в Ханое»), но слухи не подтвердились.

## Награды и знаки отличия
Награды и знаки отличия Ким Ёнчхоля
|  |  |  |
|  |  |  |
|  |  |  |
|  |  |  |
|  |  |  |
|  |  |  |
|  |  |  |
|  |  |  |
|  |  |  |